# Manttoni
Manttoni o Geza-Purua es el nombre de una variedad cultivar de manzano (Malus domestica) Está cultivada en la colección del Banco de Germoplasma del manzano de la Universidad Pública de Navarra con el N.º BGM259; ejemplares procedentes de esquejes localizados en Guipúzcoa.

## Sinónimos
- "Geza-Purua" en Guipúzcoa,[8][9]
- "Manttoni Sagarra",[10][11][12][13][14]

## Características
El manzano de la variedad 'Manttoni' tiene un vigor alto. El árbol tiene tamaño medio y porte erecto, con tendencia a ramificar alto, con hábitos de fructificación en ramos cortos y largos; ramos con pubescencia ausente; presencia de lenticelas muy escasas; grosor de los ramos medio; longitud de los entrenudos media.
Tamaño de las flores pequeñas; época de floración tardía, con una duración de la floración larga. Incompatibilidad de alelos S2 S?.
Las hojas tienen una longitud del limbo de tamaño medio, con color verde oscuro, pubescencia presente, con la superficie poco brillante. Forma del limbo es biojival, forma del ápice apicular, forma de los dientes serrados, y la forma de la base del limbo redondeado. Plegamiento del limbo plegado con porte horizontal; estípulas filiformes; longitud del pecíolo medio.
La variedad de manzana 'Manttoni' tiene un fruto de tamaño medio, de forma globosa; con color de fondo verde blanquecino, con sobre color de importancia bicolor, color del sobrecolor rosa, reparto sobrecolor en placas estriadas, y una sensibilidad al "russeting" (pardeamiento áspero superficial que presentan algunas variedades) muy débil; con una elevación del pedúnculo a nivel, grosor de pedúnculo medio, longitud del pedúnculo medio; acidez media, azúcar medio, y firmeza de la carne alta.
Época de maduración y recolección tardía. Se trata de una variedad productiva. Se usa como manzana de sidra.

## Susceptibilidades
- Oidio: ataque débil
- Moteado: ataque débil
- Fuego bacteriano: ataque débil
- Carpocapsa: no presenta
- Pulgón verde: ataque medio
- Araña roja: ataque medio[5][15]